# Michael Esterl
Michael Esterl (* 28. Juni 1977 in Tamsweg) ist ein österreichischer Agrarökonom und Head of oneCloud EVIDEN Austria.

## Werdegang
Esterl maturierte 1997 an der HBLA Raumberg-Gumpenstein und leistete anschließend den Präsenzdienst beim Österreichischen Bundesheer. Bis 2003 studierte er Agrarökonomie an der Universität für Bodenkultur in Wien und schloss sein Studium zum Diplomingenieur mit Auszeichnung ab.
Im Anschluss war er im Österreichischen Parlament tätig. Danach wechselte Esterl als Kabinettschef vom Bundesminister Andrä Rupprechter ins Bundesministerium für Land- und Forstwirtschaft, Umwelt und Wasserwirtschaft und war im Ministerium bis 2017 auch als Generalsekretär-Stellvertreter tätig. Mit Bundesministerin Margarete Schramböck wurde Esterl im Jahr 2018 Kabinettschef und Generalsekretär des Digitalisierungs- und Wirtschaftsministeriums.
2022 wechselte Esterl in die Privatwirtschaft zum IT-Unternehmen ATOS und war Mitglied der Geschäftsführung/COO der ATOS Tochter [unit]IT.
Seit April 2024 arbeitet Michael Esterl bei EVIDEN Österreich und verantwortet die Businessline oneCloud in Österreich.
Von 2014 bis 2018 war er Mitglied im Aufsichtsrat der Österreichischen Bundesforste AG. Zudem war Michael Esterl von 2020 bis 2022 im Aufsichtsrat (u. a. Aufsichtsratsvorsitzender) des Bundesrechenzentrums.
Esterl betreibt gemeinsam mit seinem Bruder über die gemeinsame Esterl Energie GmbH ein Kleinwasserkraftwerk auf deren Bauernhof in der Steiermark.